# شاه‌بانوی جنگلی شکلاتی
شاه‌بانوی جنگلی شکلاتی (نام علمی: Stichophthalma nourmahal) نام یک گونه از سرده استیچوفثالاما است.